# 200 mètres masculin aux Jeux olympiques d'été de 2004 (athlétisme)
Navigation
Sydney 2000 Pékin 2008
L'épreuve du 200 mètres masculin aux Jeux olympiques de 2004 s'est déroulée du 24 au 26 août 2004 au Stade olympique d'Athènes, en Grèce. Elle a été remportée par l'Américain Shawn Crawford.

## Résultats

### Finale
| Rang               | Couloir | Athlète            | Pays       | Temps   | Note |
| ------------------ | ------- | ------------------ | ---------- | ------- | ---- |
| Médaille d'or      | 4       | Shawn Crawford     | États-Unis | 19 s 79 | PB   |
| Médaille d'argent  | 5       | Bernard Williams   | États-Unis | 20 s 01 | PB   |
| Médaille de bronze | 3       | Justin Gatlin      | États-Unis | 20 s 03 |      |
| 4                  | 8       | Frankie Fredericks | Namibie    | 20 s 14 | SB   |
| 5                  | 6       | Francis Obikwelu   | Portugal   | 20 s 14 |      |
| 6                  | 7       | Stéphane Buckland  | Maurice    | 20 s 24 |      |
| 7                  | 1       | Tobias Unger       | Allemagne  | 20 s 64 |      |
|                    | 2       | Asafa Powell       | Jamaïque   |         | DNS  |

### Demi-Finales

#### Demi Finales 1
| Rang | Athlète            | Pays       | Temps   | Note |
| ---- | ------------------ | ---------- | ------- | ---- |
| 1    | Shawn Crawford     | États-Unis | 20 s 05 | Q    |
| 2    | Bernard Williams   | États-Unis | 20 s 18 | Q    |
| 3    | Frank Fredericks   | Namibie    | 20 s 43 | Q    |
| 4    | Tobias Unger       | Allemagne  | 20 s 54 | Q    |
| 5    | Tasos Gousis       | Grèce      | 20 s 68 |      |
| 6    | Chris Williams     | Jamaïque   | 20 s 80 |      |
| 7    | Marcin Jędrusiński | Pologne    | 20 s 89 |      |

#### Demi Finales 2
| Rang | Athlète           | Pays        | Temps   | Note |
| ---- | ----------------- | ----------- | ------- | ---- |
| 1    | Justin Gatlin     | États-Unis  | 20 s 35 | Q    |
| 2    | Francis Obikwelu  | Nigeria     | 20 s 36 | Q    |
| 3    | Stéphane Buckland | Maurice     | 20 s 37 | Q    |
| 4    | Asafa Powell      | Jamaïque    | 20 s 56 | Q    |
| 5    | Sebastian Ernst   | Allemagne   | 20 s 63 |      |
| 6    | Juan Pedro Toledo | Mexique     | 20 s 64 |      |
| 7    | Christian Malcolm | Royaume-Uni | 20 s 77 |      |
| 8    | Matic Osovnikar   | Slovénie    | 20 s 89 |      |

### Quarts de Finale

#### Quart de Finale 1
| Rang | Athlète          | Pays       | Temps   | Note |
| ---- | ---------------- | ---------- | ------- | ---- |
| 1    | Shawn Crawford   | États-Unis | 19 s 95 | Q    |
| 2    | Frank Fredericks | Namibie    | 20 s 20 | Q    |
| 3    | Tobias Unger     | Allemagne  | 20 s 30 | Q    |
| 4    | Chris Williams   | Jamaïque   | 20 s 34 | Q    |
| 5    | Johan Wissman    | Suède      | 20 s 74 |      |
| 6    | Gazca Pauer      | Hongrie    | 20 s 90 |      |
| 7    | David Canal      | Espagne    | 21 s 18 |      |

#### Quart de Finale 2
| Rang | Athlète            | Pays       | Temps   | Note |
| ---- | ------------------ | ---------- | ------- | ---- |
| 1    | Bernard Williams   | États-Unis | 20 s 40 | Q    |
| 2    | Tasos Gousis       | Grèce      | 20 s 46 | Q    |
| 3    | Marcin Jędrusiński | Pologne    | 20 s 55 | Q    |
| 4    | Till Helmke        | Allemagne  | 20 s 76 |      |
| 5    | Brian Dzingai      | Zimbabwe   | 20 s 87 |      |
| 6    | Marco Torrieri     | Italie     | 20 s 89 |      |
| 7    | Malik Louahla      | Algérie    | 20 s 93 |      |
| 8    | Yang Yaozu         | Chine      | 21 s 03 |      |

#### Quart de Finale 3
| Rang | Athlète           | Pays               | Temps   | Note |
| ---- | ----------------- | ------------------ | ------- | ---- |
| 1    | Justin Gatlin     | États-Unis         | 20 s 03 | Q    |
| 2    | Asafa Powell      | Jamaïque           | 20 s 23 | Q    |
| 3    | Sebastian Ernst   | Allemagne          | 20 s 36 | Q    |
| 4    | Matic Osovnikar   | Slovénie           | 20 s 47 | Q    |
| 5    | Christian Malcolm | Royaume-Uni        | 20 s 56 | Q    |
| 6    | Dominic Demeritte | Bahamas            | 20 s 61 |      |
| 7    | Brendan Christian | Antigua-et-Barbuda | 20 s 63 |      |
| 8    | Marcin Urbaś      | Pologne            |         | DNF  |

#### Quart de Finale 4
| Rang | Athlète               | Pays        | Temps   | Note |
| ---- | --------------------- | ----------- | ------- | ---- |
| 1    | Francis Obikwelu      | Portugal    | 20 s 33 | Q    |
| 2    | Stéphane Buckland     | Maurice     | 20 s 36 | Q    |
| 3    | Juan Pedro Toledo     | Mexique     | 20 s 43 | Q    |
| 4    | Darren Campbell       | Royaume-Uni | 20 s 59 | Q    |
| 5    | Cláudio Roberto Souza | Brésil      | 20 s 64 |      |
| 6    | Jaysuma Saidy Ndure   | Gambie      | 20 s 73 |      |
| 7    | Panagiotis Sarris     | Grèce       | 20 s 92 |      |
| 8    | Andrew Howe           | Italie      | 21 s 17 |      |

### Premier Tour

#### Premier Tour 1
| Rang | Athlète             | Pays     | Temps   | Note |
| ---- | ------------------- | -------- | ------- | ---- |
| 1    | Stéphane Buckland   | Maurice  | 20 s 29 | Q    |
| 2    | Francis Obikwelu    | Portugal | 20 s 40 | Q    |
| 2    | Juan Pedro Toledo   | Mexique  | 20 s 40 | Q    |
| 4    | Yang Yaozu          | Chine    | 20 s 59 | Q    |
| 5    | Johan Wissman       | Suède    | 20 s 60 | Q    |
| 6    | Paul Brizzel        | Irlande  | 21 s 00 |      |
| 7    | Nabie Foday Fofanah | Guinée   | 21 s 45 |      |

#### Premier Tour 2
| Rang | Athlète             | Pays                   | Temps   | Note |
| ---- | ------------------- | ---------------------- | ------- | ---- |
| 1    | Shawn Crawford      | États-Unis             | 20 s 55 | Q    |
| 2    | Chris Williams      | Jamaïque               | 20 s 57 | Q    |
| 3    | Marcin Urbaś        | Pologne                | 20 s 71 | Q    |
| 4    | Darren Campbell     | Royaume-Uni            | 20 s 72 | Q    |
| 5    | Jaysuma Saidy Ndure | Gambie                 | 20 s 78 | Q    |
| 6    | Leigh Julius        | Afrique du Sud         | 20 s 80 |      |
| 7    | Geronimo Goeloe     | Antilles néerlandaises | 21 s 09 |      |
| 8    | Basílio de Morães   | Brésil                 | 21 s 14 |      |

## Légende
Records et Performances
- AR : Record continental (area record)
- CR : Record des championnats (championship record)
- MR : Record du meeting (meet record)
- NR : Record national (national record)
- OR : Record olympique (olympic record)
- PR : Record paralympique (paralympic record)
- PB : Record personnel (personal best)
- SB : Meilleure performance personnelle de la saison (season's best)
- WL : Meilleure performance mondiale de l'année (world leader)
- WJR : Record du monde junior (world junior record)
- WR : Record du monde (world record)

Circonstances et Conditions
- DNF : N'a pas terminé (did not finish)
- DNS : N'a pas pris le départ (did not start)
- DQ : Disqualification (disqualification)
- NM : Aucun essai valable enregistré (No Mark)
- Q : Qualifié « directement » au prochain tour (ou à la prochaine compétition), lors d'une compétition majeure, grâce au classement ou à la réalisation des minima (automatic qualifier)
- q : Qualifié au prochain tour (ou à la prochaine compétition), lors d'une compétition majeure, grâce au repêchage ou à la réalisation de l'une des meilleures performances parmi celles des « non qualifiés directement » (grâce au meilleur temps ou à la meilleure distance par exemple) (secondary qualifier)